# California State Route 371
Die California State Route 371, kurz CA-371, ist eine State Route im US-Bundesstaat Kalifornien, die die State Routes 74 und 79 miteinander verbindet und so eine Abkürzung zwischen dem südwestlichen Riverside County und dem Coachella Valley darstellt. Die 33,4 Kilometer lange Strecke verläuft durch weitgehend ländliches Gebiet.
Bis 1974 stellte die heutige California State Route 371 einen Abschnitt der California State Route 71 dar.

## Verlauf
Die California State Route 371 beginnt in Aguanga im südlichen Riverside County an der California State Route 79 und führt in nordwestlicher Richtung aus der Gemeinde hinaus; auf diesem Abschnitt ist die Straße auch als Cahuilla Road bekannt. Als Nächstes durchquert die State Route den Ort Lake Riverside und führt durch ein Indianerreservat der Cahuilla, in dem sich das "Cahuilla Creek Casino" befindet. Zuletzt trifft die Straße auf die Ortschaft Anza, ehe sie als Kenworthy Bautista Road in den San Bernardino National Forest führt und dort an der California State Route 74 endet.

## Weitere Straßen
- Liste der State-, U.S.- und Interstate-Highways in Kalifornien